# Hottentotta songi
Espèce
Synonymes
- Mesobuthus songi Lourenço, Qi et Zhu, 2005

Hottentotta songi est une espèce de scorpions de la famille des Buthidae.

## Distribution
Cette espèce est endémique du Tibet en Chine. Elle se rencontre dans le xian de Burang.

## Description
Le mâle mesure 69 mm et la femelle 80 mm.

## Systématique et taxinomie
Cette espèce a été décrite sous le protonyme Mesobuthus songi par Lourenço, Qi et Zhu en 2005. Elle est placée dans le genre Hottentotta par Teruel et Rein en 2010.

## Étymologie
Cette espèce est nommée en l'honneur de Da-xiang Song.

## Publication originale
- Lourenço, Qi & Zhu, 2005 : « Description of two new species of scorpions from China (Tibet) belonging to the genera Mesobuthus Vachon (Buthidae) and Heterometrus Ehrenberg (Scorpionidae). » Zootaxa, no 985, p. 1–16.